# Agrostis fertilis
Agrostis fertilis é uma espécie de gramínea do gênero Agrostis, pertencente à família Poaceae.